# پرستوهای کابل
پرستوهای کابل یا چلچله‌های کابل (فرانسوی: Les hirondelles de Kaboul‎) یک فیلم پویانمایی بین‌المللی با کارگردانی زابو بریتمن و الیا گوبی مولک است که در نوعی نگاه بخشی از جشنواره فیلم کن ۲۰۱۹ نمایش داده شد. این فیلم اقتباسی از رمانی به همین نام توسط یاسمینا خضرا است.

## بازیگران
- هیام عباس به عنوان مسرت
- زیتا هانروت به عنوان زنیرا
- سوان آرلو به عنوان محسن
- سیمون آبکاریان به عنوان عتیق

## پذیرش
پس از نمایش در جشنوارهٔ بین‌المللی فیلم انسی، وبگاه OneOfUs.net آن را «یک انیمیشن عالی با شخصیت جالب برای مطالعه که به‌طور مداوم احساسات عاطفی بیننده را جلب می‌کند و اینکه چه اتفاقی در آینده رخ خواهد داد».

## تمجید
| سال  | جایزه                       | دسته                       | گیرنده        | نتیجه    |
| ---- | --------------------------- | -------------------------- | ------------- | -------- |
| ۲۰۱۸ | جشنواره بین‌المللی فیلم انسی | جایزه بنیاد گان برای توزیع | پرستوهای کابل | برنده    |
| ۲۰۱۹ | جشنواره فیلم کن             | سازمان ملل متحد توجه خاصی  | پرستوهای کابل | نامزدشده |
| ۲۰۱۹ | جوایز فیلم اروپا            | فیلم انیمیشن اروپایی       | پرستوهای کابل | نامزدشده |
| ۲۰۲۰ | جایزه سزار                  | بهترین فیلم انیمیشن        | پرستوهای کابل | نامزدشده |